# Sexy Guardian
Sexy Guardian (SEXYガーディアン?) es un manga de la autora japonesa Mayu Shinjō. En España ha sido publicado por Editorial Ivrea.

## Argumento
Junna Saotome es una estudiante de secundaria que es transferida al instituto Shuutoku, donde su tío es el director. El problema es que el instituto solo admitirá mujeres desde el próximo año, haciendo de ella la única mujer en la escuela. Desde el primer día los estudiantes acosan a Junna, de forma que su tío contrata a uno de los mejores estudiantes del instituto, Shibuki Fuwa, para ser guardaespaldas de Junna. Pero ella se enamora de él y la relación se complica pues ella no solo desea que Shibuki la proteja: quiere además su amor.